# Strinatanya
Strinatanya (románul: Satu Nou) falu Romániában, Maros megyében.

## Története
Uzdiszentpéter község része. A trianoni békeszerződésig Kolozs vármegye Nagysármási járásához tartozott.

## Népessége
2002-ben 244 lakosa volt, ebből 236 román, 5 cigány és 3 magyar nemzetiségű.

## Vallások
A falu lakói közül 226-an ortodox, 7-en pünkösdista, 7-en adventista hitűek.